# ایاتا سوبرگیون
ایاتا سوبرگیون یک منطقهٔ مسکونی در اریتره است که در منطقه دریای سرخ جنوبی واقع شده‌است.